# 苏珍 (1966年)
苏珍（1966年—），汉族，江苏建湖人，中华人民共和国政治人物、第十二届全国人民代表大会江苏地区代表。
毕业于江苏广播电视大学行政与经济管理专业，加入中国共产党。2013年，被选为全国人大代表。